# 神谷姫
神谷 姫（かみや ひめ、1985年5月24日 - ）は、日本のAV女優。
北海道旭川市出身。イオンプロモーション所属。

## 略歴
- 2005年：ミリオン（ケイ・エム・プロデュース）新人女優ユニット『ミリオンエンジェル』としてAVデビュー。

## 作品

### アダルトビデオ
2005年
- 美神 神谷姫 完全版（1月21日、ケイ・エム・プロデュース） - デビュー作
- Beautiful Lady 神谷姫 完全版（2月19日、ケイ・エム・プロデュース）
- 僕の憧れ 綺麗な先生 神谷姫 完全版（3月18日、ケイ・エム・プロデュース）
- 完全撮りおろしスーパースター 4時間SPECIAL 2（4月22日、ケイ・エム・プロデュース）
- 炎のチャレンジマッチ 神谷姫 完全版（4月22日、ケイ・エム・プロデュース）
- 僕だけのアイドル 女子校生 神谷姫 完全版（5月20日、ケイ・エム・プロデュース）
- 神谷姫 4時間（6月17日、ケイ・エム・プロデュース）
- 完全なるイカセ4時間2005コレクターズ・エディションBOX（7月22日、ケイ・エム・プロデュース）
- 完全なるイカセ4時間2005 神谷姫（7月29日、ケイ・エム・プロデュース）
- もしも神谷姫が僕の彼女だったら…完全版（8月26日、ケイ・エム・プロデュース）
- 風俗フルコース 神谷姫 完全版（9月23日、ケイ・エム・プロデュース）
- 監禁拘束ナース 神谷姫 完全版（10月21日、ケイ・エム・プロデュース）
- うっちー・コス 神谷姫 完全版（11月18日、ケイ・エム・プロデュース）
- 裏・神谷姫 完全版（12月16日、ケイ・エム・プロデュース）

2006年
- セルの洗礼! 神谷姫（1月20日、レアル・ワークス）
- VERY BEST OF 神谷姫 完全版（1月27日、ケイ・エム・プロデュース）
- 僕のペット 神谷姫（2月17日、レアル・ワークス）
- ミリオン人気シリーズコレクション（5） 僕だけのアイドル 女子校生 4時間（2月24日、ケイ・エム・プロデュース）
- 超デジモ 神谷姫（3月17日 レアル・ワークス）
- VERY BEST OF million 9（3月24日、ケイ・エム・プロデュース）
- VERY BEST OF 神谷姫2 完全版（4月21日、ケイ・エム・プロデュース）
- 神谷姫が奥さんになってあげる 神谷姫の超高級癒し系おもてなしソープ嬢 神谷姫（4月21日、レアル・ワークス）
- 陵辱病棟（4月26日、ケイ・エム・プロデュース）
- ミリオン・ドリーム（5月1日、ケイ・エム・プロデュース）共演:春咲あずみ、綾瀬メグ、上戸あい、早乙女優、早坂ひとみ、如月カレン、あいみ、天衣みつ ※AV OPEN 2006エントリー作品
- レアル 神谷姫（5月19日、レアル・ワークス）
- 極選! イカセ4時間シリーズ 4時間 2（5月19日、ケイ・エム・プロデュース）
- 完全撮りおろしスーパースター 4時間SPECIAL 3（5月19日、ケイ・エム・プロデュース）オムニバス作品 他出演:小沢菜穂、如月カレン、あいみ、上戸あい、綾瀬メグ、桜朱音、春咲あずみ、早乙女優、秋元なつみ
- 淫語とマンコでチンポいじめ 神谷姫（6月16日、レアル・ワークス）
- 神谷姫が選ぶ気持ちよかった BEST SEX 10 完全版（6月16日、ケイ・エム・プロデュース）
- 極選!ミリオンコスプレ 4時間 2（6月23日、ケイ・エム・プロデュース）
- ボクの彼女 神谷姫（7月21日、レアル・ワークス）
- REAL SUPER BEST 8時間 2（7月21日、レアル・ワークス）
- 極選!僕の彼女 4時間 3（7月28日、ケイ・エム・プロデュース）
- ミリオン・ドリーム～私立ミリ商の天使たち～ 完全版（8月18日、ケイ・エム・プロデュース）共演:春咲あずみ、綾瀬メグ、上戸あい、早乙女優、早坂ひとみ、如月カレン、あいみ、天衣みつ
- 4時間シリーズ 4時間 2（8月18日、ケイ・エム・プロデュース）
- 極選!部活っ娘 4時間（8月18日、ケイ・エム・プロデュース）
- VERY BEST OF million・10 8時間 SPECIAL（8月18日、ケイ・エム・プロデュース）
- 超・超デジモ 神谷姫（9月22日、レアル・ワークス）
- REAL WORKS 僕のペット BEST 4時間（9月22日、レアル・ワークス）
- REAL WORKS 奥さんになってあげる BEST 4時間（9月22日、レアル・ワークス）
- 風俗フルコースベスト4時間（9月22日、ケイ・エム・プロデュース）
- 祝 初ぶっかけ合計100発!（10月20日、レアル・ワークス）
- エクスタシー 神谷姫（11月17日、レアル・ワークス）
- 神谷姫 BEST 4時間（12月22日、レアル・ワークス）

2007年
- REAL STARS 神谷姫 BEST 4時間 2（2月16日、レアル・ワークス）
- ディープインパクト（3月7日、プレミアム）
- 神谷姫がサポート アナタのオナニータイム（4月7日、プレミアム）
- プレミアデジタルモザイク Vol.022（5月7日、プレミアム）
- 誘惑女教師 神谷姫（6月7日、プレミアム）
- PREMIUM STYLISH SOAP ～プレミアムソープへようこそ!～ 神谷姫（7月7日、プレミアム）
- オトナの変態●稚園 神谷姫（8月7日、プレミアム）
- 24人のカリスマアイドル6　(12月17日、ケイ・エム・プロデュース)オムニバス作品

2008年
- アイドル寝起き襲撃 4時間　☆まだ眠いなんて言わせない！☆（5月23日、ケイ・エム・プロデュース）
- 神谷姫プレミアムBEST4時間（7月7日、プレミアム）
- 不朽の名作！超・超デジモ　神谷姫&祝!初ぶっかけ合計100発（8月22日、トップマーシャル）
- ご本人が選んだ気持ちよかった10のSEXで一番気持ちよかったSEX大全集（9月19日、ケイ・エム・プロデュース）
- プレミア女優がサポート アナタのオナニータイム4時間（10月7日、プレミアム）
- 初体験～ミリオン新人デビューコレクション～（11月17日、ケイ・エム・プロデュース）
- プレミアソープ嬢10人 V.I.P6時間スペシャル2（12月7日、プレミアム）

2009年
- プレミア女優の騎乗位FUCK4時間スペシャル2（1月7日、プレミアム）
- 誘惑女教師BESTII ～淫らな授業4時間スペシャル～（2月7日、プレミアム）
- スーパーアイドル　初めての悶絶エクスタシー BEST 10（3月20日、ケイ・エム・プロデュース）
- 100人のカリスマアイドル8時間（3月20日、ケイ・エム・プロデュース）

## 出演

### バラエティ
- やりすぎコージー　AV企画 夏のモンロー祭（2005年8月20日・27日、テレビ東京）

## 書籍

### 写真集
- PRINCESS HIME―神谷姫写真集（2006年2月16日、竹書房、撮影：高橋生建）

### デジタル写真集
- 「神谷姫デジタル写真集VOL.1」（2006年2月23日、グラフィス、撮影：横山こうじ）
- 「神谷姫デジタル写真集VOL.2」（2006年4月18日、グラフィス、撮影：横山こうじ）
- 「神谷姫デジタル写真集「姫POP Vol．1」」（2007年8月24日、LEVEL4、撮影：野澤亘伸）
- 「神谷姫デジタル写真集「姫POP Vol．2」」（2007年8月24日、LEVEL4、撮影：野澤亘伸）

### 雑誌
- 海賊 NO.1 (ナンバーワン) 4月号（2005年7月、双葉社）
- クリームBB  2005年6月号
- アカルイハダカ カップルズ COUPLES(2005年6月10日、小学館）
- めちゃイイ！!2005年9月号(2005年8月、ビデオ出版）
- ザ　トップビデオ No.91 Feb 2006(2006年1月、ダイアプレス）
- 熱写ボーイ No.184 JANUARY 2006(2006年1月、東京三世社）
- ENTA女神 Vol.1
- DVD MAX VOL.8 2006年 3月号
- DMM 2006年 6月号
- Dr. (ドクター) ピカソ 2006年 7月号
- セレブ・ガールズ・ボンバーズ　vol.33 2006年9月号(2006年9月、マガジン・マガジン）
- めちゃイイ！!2006年10月号－お姫様気分【ポスター・ミニ写真集付】(2006年9月、ビデオ出版）
- EXiter 2006年10月号
- Dr. (ドクター) ピカソ 2006年 11月号
- めちゃイイ ! ! 2007年 01月号(2006年12月、ビデオ出版）
- GRAGAL DVD 2007年 1月号
- やるCAN 2007年 02月号(2007年1月、ビデオ出版）
- DVD Lack-UP VOL.3 2007年 3月号(2007年2月、雄出版）
- ゲッチュ 2007年 5月号
- Namper Jr. 2007年 8月号 (2007年7月、サン出版）
- 狼SPECIAL Vol.18 マガジンWooooo!狼11月号増刊　(2007年 11月、マガジン・マガジン)

## エピソード
- 睾丸のにおいを嗅ぐと、精子の濃さがわかるという。（やりすぎコージー 21回（2005年8月27日）放送）